# Sam Schröder
Sam Schröder (n. 25 septembrie 1999, Geleen⁠(d), Limburg, Țările de Jos) este un sportiv ce a reprezentat Regatul Țărilor de Jos. A participat la competiții asociate Jocurilor Olimpice în care a câștigat două medalii de aur și două medalii de argint.